# Président de la république d'Artsakh
Le président de la république d'Artsakh, anciennement président de la république du Haut-Karabagh avant 2017, est le chef d'État du Haut-Karabagh (Artsakh) depuis l'indépendance auto-proclamée de ce territoire azerbaïdjanais à la suite de la guerre du Haut-Karabagh.

## Histoire
La fonction est créée en 1994 et le premier titulaire, Robert Kotcharian, est élu le 24 décembre de la même année.

## Élections présidentielles

### Conditions d'éligibilité
Pour être éligible, un candidat doit être citoyen du Haut-Karabagh depuis au moins dix ans, avoir l'âge de 35 ans, avoir résidé de manière permanente au Haut-Karabagh durant les dix années précédent l'élection et détenir le droit de vote.
Une personne ayant déjà exercé deux mandats ne peut se présenter pour un troisième consécutif.

### Processus électoral

Palais présidentiel à Stepanakert.

Les élections se tiennent 50 jours avant la fin du mandat du président en fonction. Le candidat recevant la majorité des voix est considéré comme élu président. Si l'élection compte plus de deux candidats, et qu'aucun d'entre eux n'obtient les voix nécessaires, un second tour est organisé entre les deux candidats ayant obtenu le plus de voix le quatorzième jour suivant le premier tour. Celui obtenant la majorité est déclaré élu.
Le président de la République entre en fonction le jour ou le mandat de son prédécesseur prend fin.

### Prestation de serment
L'article 67 dispose que le président doit prêter serment pour entrer en fonction. Ce serment se fait devant l'Assemblée nationale. Le serment est le suivant :

« Ստանձնելով Լեռնային Ղարաբաղի Հանրապետության Նախագահի պաշտոնը` երդվում եմ. անվերապահորեն կատարել Սահմանադրության պահանջները` հարգել մարդու և քաղաքացու իրավունքներն ու ազատությունները, ապահովել Հանրապետության ինքնիշխանությունը, անկախությունը, տարածքային ամբողջականությունը և անվտանգությունը` ի փառս Լեռնային Ղարաբաղի Հանրապետության և ի բարօրություն մեր ժողովրդի: »

— Art. 67 de la Constitution

« Dans l'exercice de la fonction de président de la république du Haut-Karabagh, je m'engage à appliquer résolument les exigences de la Constitution, respecter les droits et les libertés civils des citoyens, garantir la souveraineté, l'indépendance, l'intégrité territoriale et la sécurité de la République pour la gloire de la république du Haut-Karabakh et au nom du bien-être de notre peuple. »

— Art. 67 de la Constitution

## Compétences

### Rapport avec le Parlement
Le président a pour fonction de signer et promulguer les lois votées par l'Assemblée nationale dans les 30 jours suivant leur date de réception. Il peut, durant ce délai, renvoyer la loi à l'Assemblée nationale accompagnée d'objections et de recommandations quant au contenu de celle-ci. L'Assemblée est alors invitée à délibérer de nouveau. Lorsque la loi est de nouveau votée par l'Assemblée, avec ou sans les modifications, le président doit la signer et la promulguer dans un délai de 5 jours après réception de la nouvelle mouture.
Le président peut dissoudre l'Assemblée nationale dans certaines circonstances et organiser des élections anticipées.
Il peut faire un discours au peuple et à l'Assemblée nationale.

### Rapport avec le gouvernement
L'article 67(4) dispose que le président nomme, conformément à l'article 100 de la Constitution, le Premier ministre. L'article 100 contient la procédure visant à constituer un gouvernement. Dans un premier temps, le président de la République présente un candidat au poste de Premier ministre à l'Assemblée nationale pour approbation. Cette proposition se fait les jours suivant la prise de fonction du président, en cas de démission du gouvernement ou, en cas de dissolution de l'Assemblée nationale, dans les 10 jours suivant sa première réunion. L'Assemblée nationale débat, dans les 5 jours suivant la présentation du candidat, et vote. Si l'Assemblée approuve le candidat à la majorité, le président nomme le Premier ministre dans les trois jours suivant. Les vingt jours suivant la nomination du Premier ministre, le président nomme, sur recommandation du Premier ministre, les membres du gouvernement. L'Assemblée doit ensuite approuver le programme du gouvernement.
Si l'Assemblée n'approuve pas le candidat ou le programme du gouvernement, le président doit présenter une nouvelle fois la candidature du Premier ministre dans les sept jours. Si, une nouvelle fois, la candidature n'est pas approuvée par l'Assemblée, le président ne peut nommer cette personne Premier ministre.

### Nomination
Le président a un important pouvoir de nomination ou de proposition. Ainsi, il propose un candidat au poste de procureur général à l'Assemblée nationale, qui l'approuve ou le rejette. Le procureur général, une fois nommé, propose au président des vice-procureurs généraux. Le président les nomme ou les révoque. Il propose à l'Assemblée un candidat à la présidence de la Chambre de supervision.
En propre, il nomme deux membres conseillers du Conseil judiciaire, les officiels selon les dispositions de la loi.

### Relations internationales
Soumis aux limitations quant à la reconnaissance internationale du Haut-Karabagh, le président représente la république dans ses relations internationales. À ce titre, il conduit et supervise la politique étrangère et signe les traités internationaux. Une fois signés, ces accords sont soumis à l'Assemblée par le président pour être ratifié, confirmé, suspendu ou arrêté.
De même, il nomme et rappelle les représentants diplomatiques du Haut-Karabagh à l'étranger et auprès des organisations internationales. Il reçoit les lettres accréditation et de rappel des diplomates étrangers au Haut-Karabagh.

### Forces armées
Le président est le commandant en chef des forces armées du Haut-Karabagh. Il coordonne les activités en matière de défense et, dans ce cadre, nomme et révoque le commandement suprême des forces armées et des autres forces. Il forme et préside le Conseil national de sécurité.
En cas d'attaque armée, de danger immédiat, ou de déclaration de guerre, le président peut instaurer la loi martiale. Dans ce cas, il a la possibilité de lever des troupes, que ce soit général ou partiel et de décider de leur usage. La proclamation de la loi martiale, ou l'utilisation des forces armées, est suivie par une réunion spéciale de l'Assemblée nationale.

### Situation de crise
En cas de catastrophe naturelle ou de circonstances spéciales, ou de danger imminent contre l'ordre constitutionnel, et après consultation du président de l'Assemblée nationale et du Premier ministre, le président peut prendre les mesures qu'il juge appropriée et s'adresser au peuple sur ce sujet. Il peut dès lors déclarer l'état d'urgence. Le déclenchement de l'état d'urgence entraîne la convocation immédiate d'une session spéciale de l'Assemblée nationale.

### Autres fonctions
Le président peut former des organes consultatifs
Enfin, il peut octroyer la citoyenneté, des décorations et médailles civils, militaires et diplomatiques ainsi que l'amnistie.

## Statut

### Immunité
Le président bénéficie de l'immunité durant son mandat. Il ne peut faire l'objet durant son mandat, ou après que celui-ci est terminé, d'un procès et être tenu responsable des actes liés à l'exercice de sa fonction de président. Il peut cependant l'être pour les actes commis en fonction, mais non-liés à celle-ci, à la fin de son mandat.

### Résidence
Le président réside au Palais présidentiel à Stepanakert.

## Vacance
La Constitution prévoit trois cas de vacance : la destitution, la démission, et la maladie.
Le président peut être destitué en cas de trahison ou d'autres crimes graves. Pour destituer le président, l'Assemblée nationale doit saisir la Cour suprême en adoptant une résolution à la majorité simple de ses membres. Sur la base de ce que la Cour suprême aura déterminé, l'Assemblée devra adopter la décision aux deux tiers de ses membres. Si la Cour suprême ne constate pas de trahison ou de crimes graves, la question est supprimée de l'agenda de l'Assemblée nationale.
Le président peut présenter sa démission à l'Assemblée nationale. Celle-ci est considérée comme acceptée dans les dix jours suivant sa présentation et, dans les limites fixées par la Constitution à l'article 65, une élection présidentielle anticipée doit se tenir.
En cas de maladie grave ou obstacles insurmontables empêchant le président d'exercer ses fonctions, sur recommandation du gouvernement et de la Cour suprême, l'Assemblée doit adopter une résolution constant l'incapacité du président à la majorité des deux tiers de ses membres.
Dans les cas précités, ou en cas de décès, une élection présidentielle spéciale doit être organisée dans les quatorze jours suivant le début de la vacance. Durant ce délai, l'intérim est assuré par le président de l'Assemblée nationale du Haut-Karabagh ou, s'il ne peut exercer l'intérim, par le Premier ministre du Haut-Karabagh. La compétence du président par intérim est limitée : ainsi il ne peut dissoudre l'Assemblée nationale, organiser de référendum, nommer ou renvoyer le procureur général, le commandement suprême des forces armées, etc. Il est chargé de maintenir le fonctionnement quotidien de l'appareil étatique.

## Titulaires
| N° | Portrait | Nom                  | Élection       | Début du mandat    | Fin du mandat      | Parti           |
| -- | -------- | -------------------- | -------------- | ------------------ | ------------------ | --------------- |
| 1  |          | Robert Kotcharian    | 1996           | 29 décembre 1994   | 20 mars 1997       | Indépendant     |
| -  |          | Leonard Petrosian    | Intérim        | 20 mars 1997       | 8 septembre 1997   | Indépendant     |
| 2  |          | Arkadi Ghukasian     | 1997 2002      | 8 septembre 1997   | 7 septembre 2007   | Indépendant     |
| 3  |          | Bako Sahakian        | 2007 2012 2017 | 7 septembre 2007   | 21 mai 2020        | Indépendant PDA |
| 4  |          | Arayik Haroutiounian | 2020           | 21 mai 2020        | 1er septembre 2023 | AHK             |
| -  |          | Davit Ichkhanian     | Intérim        | 1er septembre 2023 | 10 septembre 2023  | FRA             |
| 5  |          | Samvel Chakhramanian | 2023           | 10 septembre 2023  | 31 décembre 2023   | Indépendant     |